# Suprnova.org
Suprnova.org var en slovensk-baseret hjemmeside, som distribuerede torrents af forskellige musik og videofiler, computerprogrammer og spil. Hjemmesiden blev etableret i slutningen af 2002 af Andrej Preston (kendt som Slonček, slovensk for "lille elefant") og for en stund blev siden betragtet som den mest populære BitTorrent-søgemaskine.[kilde mangler] Suprnova.org lukkede i slutningen af 2004 efter trusler om en retssag. Sidens operatører støttede udviklingen af eXeem BitTorrent-klient, som anser en fast hjemmeside for vanskelig at operere i den nuværende juridiske klima. 2. august 2007 blev domænenavnet doneret til The Pirate Bay, der relancerede hjemmesiden på 21. august 2007.

## Historie 2002-2004
Sitet kørte først fra Slončeks (sidens grundlægger) hjem. Da siden voksede hurtigt, blev den flyttet til professionelle servere. Suprnova var ikke vært for nogle af de delte filer, og hostede ikke BitTorrent-trackers for længe. Det, der tilbydes ".torrent" meta-filer, som ville fortælle en BitTorrent-klient, hvor den kan finde en BitTorrent-tracker, samt torrent-filer, der var et sæt af fora for de besøgende, hvor folk kommunikerede om forskellige emner, og anmodede om forskellige filer, de gerne vil se folk uploade.
Suprnovas popularitet inspirerede lignende sider som Suprnova.kom og Suprnova.netto. Disse havde samme layout som Suprnova.org, men anmodede om en brugsafgift, mens Suprnova.org var gratis.
For en kort tid i 2004 og igen i 2007 havde Suprnova indgået et samarbejde med en amatør internet-baseret radio station, Suprnova Radio.

19. december 2004 blev en besked vist på Suprnovas forside med en udtalelse om, at siden officielt var lukket ned. Nogle mente, at det var på grund af dens dårlige server og konstante nedetid, men andre bemærkede, at Suprnova havde fået juridiske advarsler.[kilde mangler] Senere afslørede Slonček på Suprnovas IRC-kanal, at han og de andre administratorer ikke var villige til at fortsætte kampen på grund af de juridiske advarsler, som de havde modtaget. Suprnova-siden dukkede op igen og opfordrede besøgende til at besøge eXeem projektets webside. Andre årsager til lukning blev indsendt af LivingWithTrolls på slyck.com:

Værten af serverne anbefalede Slonček, at han skulle lukke nova og i stedet koncentrere sig om Exeem: enten det eller også ville serverne blive trukket tilbage af den omtalte vært, hvilket ville resultere i, at siden ville være nede. Værten ville ikke tillade nogen, der linkede til hans andre anliggender (flere andre P2P-foreninger), som vil forårsage større tab. Slonček besluttede at lukke nova (han havde ikke rigtigt noget valg) og fokusere på Exeem.